# Гіменогастрові
Гіменогастрові (Hymenogastraceae) — родина базидієвих грибів порядку агарикальних (Agaricales). Включає понад 1450 видів у 9 родах. Поширені по всьому світу. Багато видів токсичні і містять галюциногени.

## Роди
- Alnicola (12 видів)
- Galerina (307 видів)
- Gymnopilus (209 видів)
- Hebeloma (355 видів)
- Hymenogaster (79 видів)
- Naucoria (177 видів)
- Pachylepyrium (2 види)
- Psathyloma (2 види)
- Psilocybe (310 видів)